# Stuart Malcolm
Stuart Malcom (Edimburgo, 20 agosto 1979) è un ex calciatore scozzese, di ruolo difensore.

## Carriera
Ha giocato nel 2005 con il Drogheda United e nel 2008 con il Finn Harps.

## Palmarès

### Club

#### Competizioni nazionali
- Coppa d'Irlanda: 1

Drogheda United: 2005